# Coppa Agostoni 2024
La Coppa Agostoni 2024, settantasettesima edizione della corsa e valida come prova dell'UCI Europe Tour 2024 categoria 1.1, si svolse il 6 ottobre 2024 su un percorso di 166,7 km, con partenza e arrivo a Lissone, in Italia. La vittoria fu appannaggio dello svizzero Marc Hirschi, il quale completò la gara in 3h59'08", alla media di 41,826 km/h, precedendo i francesi Romain Grégoire e Paul Lapeira.
Sul traguardo di Lissone 70 ciclisti, dei 146 partiti dalla medesima località, hanno portato a termine la competizione.

## Squadre partecipanti
| N.      | Cod. | Squadra                         |
| ------- | ---- | ------------------------------- |
| 1-7     | MOV  | Movistar Team                   |
| 11-17   | ADC  | Alpecin-Deceuninck              |
| 21-27   | ARK  | Arkéa-B&B Hotels                |
| 31-37   | AST  | Astana Qazaqstan Team           |
| 41-47   | COF  | Cofidis                         |
| 51-57   | DAT  | Decathlon AG2R La Mondiale Team |
| 61-67   | GFC  | Groupama-FDJ                    |
| 71-77   | JAY  | Team Jayco AlUla                |
| 81-87   | UAD  | UAE Team Emirates               |
| 91-97   | BWB  | Bingoal WB                      |
| 101-107 | COR  | Corratec Vini Fantini           |

| N.      | Cod. | Squadra                         |
| ------- | ---- | ------------------------------- |
| 111-117 | EUS  | Euskaltel-Euskadi               |
| 121-127 | PTK  | Team Polti Kometa               |
| 131-137 | TEN  | TotalEnergies                   |
| 141-147 | VBF  | VF Group-Bardiani CSF-Faizanè   |
| 151-157 | BIE  | Biesse-Carrera                  |
| 161-167 | MGK  | MG.K Vis Colors for Peace       |
| 171-177 | PTL  | Petrolike                       |
| 181-187 | Q3C  | Q36.5 Continental Cycling Team  |
| 191-197 | MBH  | Team MBH Bank Colpack Ballan    |
| 201-207 | TER  | Team Technipes #inEmiliaRomagna |

## Ordine d'arrivo (Top 10)
| Pos. | Corridore          | Squadra       | Tempo    |
| ---- | ------------------ | ------------- | -------- |
| 1    | Marc Hirschi       | UAE           | 3h59'08" |
| 2    | Romain Grégoire    | Groupama      | s.t.     |
| 3    | Paul Lapeira       | Decathlon     | a 1"     |
| 4    | Alex Aranburu      | Movistar      | a 9"     |
| 5    | Vincenzo Albanese  | Arkéa         | a 31"    |
| 6    | Mathieu Burgaudeau | TotalEnergies | a 32"    |
| 7    | A. Paret-Peintre   | Decathlon     | s.t.     |
| 8    | Davide De Pretto   | Jayco         | s.t.     |
| 9    | Filippo Conca      | Q36.5 Cont.   | s.t.     |
| 10   | Alessandro Tonelli | VF Group      | s.t.     |